# モンスーン (バンド)
モンスーン（Monsoon）は、1980年代初頭のイギリスのワールド/ポップ・トリオで、歌手のシーラ・チャンドラ、音楽プロデューサーのスティーヴ・コー、ベーシストのマーティン・スミスで構成されていた。彼らの曲「Ever So Lonely」は、1982年の全英シングルチャートで12位のヒット・シングルとなった。
ミッジ・ユーロが、モンスーンのセカンド・シングル「シャクティ」のビデオを監督したが、全英トップ40を逃した。モンスーンのサード・シングル「Tomorrow Never Knows」（ビートルズの1966年の曲のカバー）には、ビル・ネルソン、プレストン・ヘイマン、デイヴ・バルフェ（ティアドロップ・エクスプローズ）、メリック（アダム&ジ・アンツ）がゲスト参加した。
彼らのレーベル、フォノグラムとの方向性の違いにより、モンスーンは1982年に解散した。シーラ・チャンドラはソロ・キャリアを開始し、スティーヴ・コーがマーティン・スミスと同様に彼女のアルバムの作曲とプロデュースを続けたが、多くの場合、ガンジス・オーケストラという名義になっていた。
フォノグラムは「解散後」の1983年に、アルバム『サード・アイ』をリリースした。
これまでにリリースされていないいくつかの曲を含むモンスーンのレコーディングによるコンピレーション・アルバムが、1995年にフォノグラムのパートナー・レーベルであるマーキュリー・レコードからCDでリリースされた。

## ディスコグラフィ

### アルバム
- 『サード・アイ』 - Third Eye (1983年、Phonogram)[1]
- Monsoon featuring Sheila Chandra (1995年、Mercury) ※未発表曲を含む『サード・アイ』の再発盤

### シングル
- "Ever So Lonely" (1982年)
- 「シャクティ」 - "Shakti (The Meaning Of Within)" (1982年)
- "Tomorrow Never Knows" (1982年)
- "Wings of the Dawn (Prem Kavita)" (1982年)
- "So Lonely" (2001年) ※with Jakatta